# الاستفتاء على الدستور البرازيلي 1993
الاستفتاء على الدستور البرازيلي 1993 جرى في 21 أبريل 1993 لتحديد شكل حكومة البرازيل. بعد إعادة إرساء الديمقراطية في البرازيل حددت مادة في الدستور الجديد إجراء استفتاء للناخبين لتقرير ما إذا كان ينبغي أن تظل البلاد جمهورية أو أن تصبح ملكية مرة أخرى، وما إذا كان نظام الحكم يجب أن يكون رئاسيًا أم برلمانيًا. التصويت لصالح «الملكية» و«الرئاسية» بالترادف سيلغي تصويت الفرد.
في ذلك الوقت كانت البلاد جمهورية لمدة 104 سنوات منذ الانقلاب الذي أطاح بالنظام الملكي في 15 نوفمبر 1889، وبصرف النظر عن تجربة برلمانية قصيرة بين عامي 1961 و1963 (هُزمت أيضًا في استفتاء)، كان النظام رئاسيًا. نظرًا لأن الجمهورية كانت في الأصل حكومة مؤقتة ناتجة عن انقلاب عسكري، فقد تنبأ مرسوم صدر بموجب الدستور الجمهوري الأول باستفتاء آخر لإضفاء الشرعية الشعبية أو تغيير الشكل الحالي للحكومة.
فيما يتعلق باستفتاء عام 1993 حدد الدستور أن الكونغرس الذي ينعقد في جلسة مشتركة سيكون مخوَّلًا لإجراء مراجعة للدستور في عام 1994 بالأغلبية المطلقة بدلاً من إجراء الأغلبية المؤهلة بأصوات منفصلة في كلا مجلسي الكونجرس والتي عادة ما تكون مطلوب للتعديلات الدستورية، أي تغيير في النظام يتم تحديده خلال الاستفتاء سيتم اعتماده خلال المراجعة الدستورية المذكورة.
ينظم القانون الاتحادي رقم 8.624 الذي وقعه الرئيس إيتامار فرانكو في 4 فبراير 1993 إجراء الاستفتاء.
فضلت الغالبية العظمى من الناخبين النظام الجمهوري والنظام الرئاسي. على الرغم من الحملات المكثفة على التلفزيون والإذاعة، إلا أن الإقبال كان منخفضًا نسبيًا (74.3٪) معتبرين أن التصويت إجباري في البلاد.